# Lantern
Lantern — бесплатный инструмент для обхода интернет-цензуры. Он позволяет обойти санкционированную государством фильтрацию через сеть доверенных пользователей, но при этом не является инструментом анонимности. Используя Lantern, пользователи в странах с полным доступом в интернет могут делиться пропускной способностью с теми, кто находится в странах, где сеть частично заблокирована. Сетевые соединения рассредоточиваются между несколькими компьютерами, на которых работает Lantern, чтобы не создавать чрезмерной нагрузки на одно соединение или компьютер.

## Описание
Генеральным директором и ведущим разработчиком Lantern является Адам Фиск, бывший ведущий инженер LimeWire и LittleShoot.
В ранних версиях инфраструктура Lantern требовала использования Google Talk, чтобы пользователи могли приглашать других доверенных пользователей из своих контактов Google Talk, но в 2015 году была выпущена версия 2.0, в которой пользователям больше не требовалось подключаться по приглашению.

## История
В 2011 году Государственный департамент США предоставил Lantern грант в размере 2,2 миллиона долларов. Ранее сервис финансировался некоммерческой организацией Internews. Факт финансирования Lantern государственной структурой вызвал некоторые опасения по поводу конфиденциальности пользователей, в связи с чем Фиск заявил, что Государственный департамент США «невероятно невмешателен» и никогда не диктует, как команде Lantern следует писать их сервис или как им следует об этом говорить.
В начале декабря 2013 года в Lantern был всплеск китайских пользователей — всего за две недели их количество увеличилось с 200 до 10 тысяч пользователей. Вскоре после этого сеть была заблокирована правительством Китая.
Lantern частично размещён в инфраструктуре DigitalOcean, которая, как сообщалось, была заблокирована в Иране во время беспорядков 2 января 2018 года.
Ещё один всплеск пользователей произошёл в 2022 году, когда правительство России ввело военную цензуру интернета, из-за которой российским пользователям пришлось искать обходные пути для доступа к заблокированным ресурсам. США, после российского вторжения на Украину, вдвое увеличили финансирование Lantern и некоторых других сервисов.

## Политика конфиденциальности
Согласно документу о политике конфиденциальности Lantern, сервис не претендует на защиту конфиденциальности пользователей.
(Мы можем делиться информацией...) с поставщиками, консультантами, партнёрами по маркетингу и другим поставщиками услуг, которым необходим доступ к такой информации для выполнения работы от нашего имени.
Поскольку Lantern работает на уровне маршрутизации стека TCP/IP, блокираторы контента, такие как uBlock Origin и Pi-hole, работающие на уровне приложений, остаются неэффективными в предотвращении сбора данных, в котором может участвовать Lantern.
Когда вы пользуетесь нашим сервисом, мы собираем информацию, отправляемую нам вашим компьютером, мобильным телефоном или другим устройством доступа. Информация, отправляемая нам, включает, помимо прочего, следующее: данные о страницах, к которым вы обращаетесь, IP-адрес компьютера, идентификатор устройства или уникальный идентификатор, тип устройства, информацию о географическом местоположении, информацию о компьютере и подключении, информацию о мобильной сети, статистику по просмотрам страниц, трафику сайтов, реферальным URL-адресам, рекламным данным, стандартным данным веб-журнала и другой информации. Мы также собираем информацию с помощью файлов cookie и веб-маяков.
Lantern может использовать данные, которые они собирают, для рекламы и, возможно, делиться ими с третьими лицами.
Персонализировать и улучшать сервис, в том числе предоставлять или рекомендовать функции, контент, социальные связи, рекомендации и рекламу.
Lantern не является VPN-сервисом без журналов, что некоторые пользователи рассматривают, как неэффективность инструмента против цензуры.
Информация об устройстве: мы можем собирать информацию о вашем мобильном устройстве, включая, модель оборудования, операционную систему и её версию, программные обеспечения, имена и версии файлов, предпочтительный язык, уникальный идентификатор устройства, рекламные идентификаторы, серийный номер, информацию о движении устройства, и информацию о мобильной сети. Информация журнала: когда вы взаимодействуете с сервисом, мы собираем журналы сервера, которые могут включать такую информацию, как IP-адрес устройства, даты и время доступа, функции приложения или просмотренные страницы, сбои приложений и другие системные действия, тип браузера, сайты третей стороны или сервисы, которыми вы пользовались до взаимодействия с нашим сервисом.
Lantern не является анонимной сетью. В политике сервиса указано, что сервис собирает личную информацию, которая может быть раскрыта правительствам стран, в которых сервис работает. 
Мы можем передавать информацию, описанную в положении, а также обрабатывать и хранить её в США и других странах, в некоторых из которых законы о защите данных могут быть менее защищёнными, чем в регионе, в котором вы проживаете.

## Связанные события
В начале 2019 года сообщалось, что полиция провинции Гуандун оштрафовала на тысячу юаней пользователя Lantern за «создание и использование нелегальных каналов связи с международной сетью» на основании «Временных положений об управлении международной сетью компьютерной информационной сети Китайской Народной Республики».